# Ecua moluccensis
Ecua moluccensis är en oleanderväxtart som beskrevs av D.J. Middleton. Ecua moluccensis ingår i släktet Ecua och familjen oleanderväxter. Inga underarter finns listade i Catalogue of Life.